# NGC 1651
NGC 1651 је расејано звездано јато у сазвежђу Трпеза које се налази на NGC листи објеката дубоког неба.
Деклинација објекта је - 70° 35' 8" а ректасцензија 4h 37m 32,7s. Привидна величина (магнитуда) објекта NGC 1651 износи 12,3 а фотографска магнитуда 13,0. NGC 1651 је још познат и под ознакама ESO 55-SC30.